# Alexandru Sever
Marcus Aurelius Severus Alexander Augustus (n. 1 octombrie 208 d.Hr., Tell Arqa⁠(d), Fenicia, Liban – d. 19 martie 235 d.Hr., Mogontiacum, Renania-Palatinat, Germania), cunoscut drept Alexandru Sever, împărat roman în perioada 222 - 235. Numele său la naștere a fost Marcus Julius Gessius Bassianus Alexianus. Din iunie 221, a purtat numele de Marcus Aurelius Alexander, iar de la proclamarea sa ca împărat a avut numele Marcus Aurelius Severus Alexander.

## Biografie
Alexander s-a născut la Arca Caesarea, la 1 octombrie 208, cu numele Marcus Julius Gessius Bassianus Alexianus. Tatăl lui Alexandru Sever, Marcus Julius Gessius Marcianus, a fost promagistrat sirian.
Era nepot al împăratului Caracalla, originar din Arca Caesarea (Fenicia). La vârsta de 13 ani a fost proclamat împărat de pretorienii din Roma, sub numele de Alexandru Sever după asasinarea vărului său Elagabalus. Autoritatea reală era exercitată de Iulia Mamaea (mama sa), sprijinită de juriștii Ulpianus și Modestinus. În timpul domniei lui Alexandru Sever, autocratismul și excentricitățile predecesorului său sunt eliminate și se restabilesc bunele raporturi cu Senatul, al cărui prestigiu este sporit.
Relațiile cu armata și Garda Pretoriană devin însă încordate. Alexandru Sever inițiază în anii 231-233 o contraofensivă romană în Orient pentru a stăvili invazia sasanidă la vest de Eufrat. În timpul pregătirilor pentru un război împotriva alamanilor la granița renană, Alexandru Sever și Iulia Mamaea sunt uciși la Mogontiacum (azi Mainz) de soldați care-l proclamă împărat pe Maximin Tracul. Odată cu moartea lui Alexandru Sever, s-a sfârșit dinastia Severilor.

## Domnie timpurie
Alexandru Sever a devenit împărat când avea aproximativ 14 ani, fiind cel mai tânăr împărat din istoria Romei, până la ascensiunea lui Gordian al III-lea. De-a lungul vieții sale, Alexandru s-a bazat foarte mult pe îndrumările bunicii Maesa și a mamei Julia Mamaea.